# دير أبينا إبراهيم (القدس)
دير أبينا إيراهيم دير أثري للروم الأرثوذكس يعود تاريخه إلى العهد الروماني في فلسطين. يقع داخل أسوار البلدة القديمة لمدينة القدس، في حارة النصارى، وتحديدا في ساحة كنيسة القيامة. يُعتقد أن أول من شيده الملكة هيلانة حوالي عام 335، وقد هدم الفرس هذا الدير خلال احتلالهم للقدس عام 614، وأعيد تجديده غير مرة. يضم الدير الآن كنيستان إحداهما صغيرة (أبينا إبراهيم) والأخرى تكبر عنها وتُسمى كنيسة الرسل الإثني عشر.